# Partido Comunista (reconstituido)
El Partido Comunista (reconstituido) (PC(r)) (en portugués Partido Comunista (reconstruido)), inicialmente conocido como Partido Comunista Portugués (reconstituido) (PCP(r)) (en portugués Partido Comunista Português (Reconstruido)), fue un partido político comunista de Portugal. El PCP(r) se fundó en un Congreso unitario en diciembre de 1975, fruto de la fusión entre la Organización Comunista Marxista-Leninista Portuguesa y la Organización para la Reconstrucción del Partido Comunista (marxista-leninista).
En 1977 tuvo el II Congreso del partido, rotas las relaciones entre China y Albania debido a las reformas políticas y económicas de la primera el PCP(r) se decantó a favor de la posición adoptada por el Partido del Trabajo de Albania dirigido entonces por Enver Hoxha. El partido recibió también una influencia importante desde el Partido Comunista del Brasil.
En 1992 el PC(r) fue rebautizado como Comunistas por la Democracia y el Progreso (CDP) (en portugués Comunistas pela Democracia e Progresso), y en 1995 el CDP se integró en la Unión Democrática Popular (UDP).

## Órgano de expresión
La principal publicación del PCP(r) era Bandera Roja (en portugués: Bandeira Vermelha)